# Акдала (Балатопарський сільський округ)
Акдала́ (каз. Ақдала) — село у складі Балхаського району Алматинської області Казахстану. Входить до складу Балатопарського сільського округу.
Населення — 11 осіб (2021; 39 у 2009, 119 у 1999, 79 у 1989).